# Сесар Дельгадо
Сесар Дельгадо (ісп. César Delgado, нар. 18 серпня 1981, Росаріо) — аргентинський футболіст, нападник, фланговий півзахисник клубу «Росаріо Сентраль».

## Клубна кар'єра
У дорослому футболі дебютував 2001 року виступами за команду клубу «Росаріо Сентраль», в якій провів два сезони, взявши участь у 65 матчах чемпіонату.
Своєю грою за цю команду привернув увагу представників тренерського штабу мексиканського клубу «Крус Асуль», до складу якого приєднався 2003 року. Відіграв за команду з Мехіко наступні чотири сезони своєї ігрової кар'єри. Більшість часу, проведеного у складі «Крус Асуль», був основним гравцем команди. У складі «Крус Асуль» був одним з головних бомбардирів команди, маючи середню результативність на рівні 0,42 голу за гру першості.
У 2008 році уклав контракт з французьким «Олімпіком» (Ліон), у складі якого провів наступні три роки своєї кар'єри гравця. Граючи у складі ліонського «Олімпіка» також здебільшого виходив на поле в основному складі команди.
До складу клубу «Монтеррей» приєднався 2011 року. Наразі встиг відіграти за команду з Монтеррея 35 матчів в національному чемпіонаті.

## Виступи за збірну
У 2003 році дебютував в офіційних матчах у складі національної збірної Аргентини. Протягом наступних трьох років провів у формі головної команди країни 20 матчів, забивши 2 голи.
У складі збірної був учасником розіграшу Кубка Конфедерацій 2005 року у Німеччині, де разом з командою здобув «срібло», розіграшу Кубка Америки 2004 року у Перу, де разом з командою здобув «срібло».

## Титули і досягнення
- Чемпіон Франції (1):

«Олімпік» (Ліон): 2007-08
- Володар Кубка Франції (1):

«Олімпік» (Ліон): 2007-08
- Переможець Ліги чемпіонів КОНКАКАФ (2):

«Монтеррей»: 2011-12, 2012-13
- Олімпійський чемпіон: 2004
- Срібний призер Кубка Америки: 2004